# Myanmar Badminton Federation
Die Myanmar Badminton Federation ist die oberste nationale administrative Organisation in der Sportart Badminton in Myanmar. 

## Geschichte
Die Myanmar Badminton Federation wurde im Januar 1948 gegründet und im März 1952 Mitglied im Weltverband IBF. Der Verband wurde 1959 Gründungsmitglied im kontinentalen Dachverband Badminton Asia Confederation, damals noch unter dem Namen Asian Badminton Confederation firmierend. Nationale Meisterschaften werden seit der Saison 1948/1949 ausgetragen. Der Sitz des Verbandes befindet sich in der Anawrahta Road in der Lanmadaw Township in Rangun. Der Verband gehört dem Nationalen Olympischen Komitee an.

## Bedeutende Veranstaltungen, Turniere und Ligen
- Myanmar International
- Einzelmeisterschaften
- Mannschaftsmeisterschaft

## Bedeutende Persönlichkeiten
- Thein Htoo, ehemaliger Präsident